# Ralf und Florian
Ralf und Florian (рус. Ральф и Флориан) — третий студийный альбом немецкой группы Kraftwerk, вышедший 30 октября 1973 года. Это первый альбом, в котором использовались электронные инструменты.
Наряду с первыми двумя альбомами Kraftwerk, Ralf und Florian на сегодняшний день никогда официально не переиздавался на компакт-диске. Тем не менее, альбом остается влиятельной и востребованной работой, а пиратские компакт-диски широко распространялись в 1990-х годах на лейбле Germanofon. В 2008 году журнал Fact назвал его одним из 20 величайших эмбиентных альбомов, когда-либо созданных.

## Об альбоме
Как и в предыдущем альбоме, все песни были написаны, исполнены и спродюсированы Флорианом Шнайдером и Ральфом Хюттером, а звукорежиссёром сессий выступил влиятельный Конрад Конни Планк. Альбом имеет более полное и отшлифованное качество звучания, чем предыдущие работы, и это явно связано с использованием коммерческих студий звукозаписи в дополнение к собственной ещё не названной Kling Klang. Цветная фотография на обратной стороне обложки даёт яркое представление о богемном состоянии собственных помещений Kraftwerk того времени, включая лотки для яиц, прибитые или приклеенные к стенам для звукопоглощения.
Fact заявил, что звук альбома «находится на полпути между жареным на ЛСД краут-прогом и изысканным минималистичным искусством классического Kraftwerk». Альбом по-прежнему почти полностью инструментален (в «Tanzmusik» появляется бессловесное вокализирование, а в «Ananas Symphonie» впервые группа использует машинный голос, созданный ранним прототипом вокодера, — звук, который позже станет визитной карточкой группы). Арранжировка демонстрировла более очевидное использование синтезаторов (Minimoog и EMS Synthi AKS), но большинство мелодичных и гармонических клавишных партий исполнялись на электронном фортепиано/органе Farfisa; также использовались флейта и гитара. Группа всё ещё была без барабанщика, и в нескольких треках, в частности «Tanzmusik», применялась встроенная в орган драм-машина. «Kristallo» отличается поразительной ритмичной электронной басовой линией (фактически созданной на синтезаторе EMS с помощью вокодера), однако в целом альбом намного мягче и менее ритмически точен, чем более поздние электронные работы Kraftwerk.

## Релиз
К пластинке прилагался «музыкально-комедийный» постер с карикатурами Эмиля Шульта, который играл на электрической скрипке на концертах с группой (хотя он не фигурирует в записях альбома). Шульт оставался соавтором Kraftwerk. Карикатуры иллюстрировали каждый трек альбома, а также город Дюссельдорф — с подписью «In Düsseldorf am Rhein, klingt es bald!», что буквально переводится на русский, как «В Дюссельдорфе на Рейне это скоро зазвучит» (что являлось отсылкой к студии Kraftwerk — Kling Klang, расположенной в Дюссельдорфе).
Альбом имел скромный успех в Германии. Для рекламного телевизионного выступления в Берлине на канале WDR TV в шоу Aspekte был нанят барабанщик Вольфганг Флюр, который впоследствии стал членом группы.
С 1976 года материал из этого альбома не исполнялся на концертах группы. Хотя электронное звучание Ralf und Florian стилистически больше похоже на Autobahn, чем на первые два альбома Kraftwerk, группа, по-видимому, неохотно рассматривает альбом как часть своего канона, и в более поздних интервью Шнайдер назвал первые три альбома Kraftwerk «археологией». Однако нелицензионные CD и виниловые версии альбома были широко доступны с середины 1990-х годов на лейблах Germanofon и Crown. Kraftwerk намекнули, что альбом, возможно, наконец-то увидит переиздание на компакт-диске после их коробочного набора Der Katalog осенью 2009 года.

## Список композиций
Слова и музыка всех песен — Ральф Хюттер, Флориан Шнайдер.
| №                   | Название                | Перевод               | Длительность |
| ------------------- | ----------------------- | --------------------- | ------------ |
| 1.                  | «Elektrisches Roulette» | Электрическая рулетка | 4:19         |
| 2.                  | «Tongebirge»            | Гора звука            | 2:50         |
| 3.                  | «Kristallo»             | Кристаллы             | 6:18         |
| 4.                  | «Heimatklänge»          | Родные звуки          | 3:45         |
| Общая длительность: | Общая длительность:     | Общая длительность:   | 17:12        |

| №                   | Название            | Перевод             | Длительность |
| ------------------- | ------------------- | ------------------- | ------------ |
| 5.                  | «Tanzmusik»         | Танцевальная музыка | 6:34         |
| 6.                  | «Ananas Symphonie»  | Ананасовая симфония | 13:55        |
| Общая длительность: | Общая длительность: | Общая длительность: | 20:29        |

## Участники записи
- Ральф Хюттер — вокал, клавишные, орган, электроника, бас-гитара, гитара, цитра, ударные, перкуссия.
- Флориан Шнайдер — вокал, клавишные, электроника, флейта, скрипка, гитара, перкуссия.

Дополнительный персонал
- Эмиль Шульт — дизайн плаката «musicomix».
- Конрад Конни Планк — звукоинженер.
- Барбара Нимёллер — фото на обратной стороне обложки.
- Роберт Франк — фото на передней обложке[5].